# ادوارد جیمز
ادوارد جیمز (به انگلیسی: Edward James)؛ (زادهٔ ۱۶ اوت ۱۹۰۷ میلادی – درگذشتهٔ ۲ دسامبر ۱۹۸۴ میلادی) شاعری بریتانیایی بود که به خاطر حمایت از جنبش هنر سوررئالیستی شهرت داشت.